# Metropolitansko mesto glavnega mesta Rim
Metropolitansko mesto glavnega mesta Rim (ital. Città metropolitana di Roma Capitale) je območje lokalne uprave na ravni metropolitanskega mesta v dežele Lacij v Republiki Italiji. Obsega ozemlje mesta Rim in 120 drugih občin (comuni) v zaledju mesta. Z več kot 4,3 milijona prebivalcev je največje metropolitansko mesto v Italiji.
Ustanovljeno je bilo 1. januarja 2015 na podlagi zakona 142/1990 (Reforma lokalnih oblasti) in zakona 56/2014. Nadomestilo je pokrajino Rim. Glavno mesto metropolitanskega mesta Rim vodi metropolitanski župan (Sindaco metropolitano), upravlja pa ga metropolitanski svet (Consiglio metropolitano). Roberto Gualtieri je dosedanji župan, ki je funkcijo prevzel 21. oktobra 2021.

## Geografija
Metropolitansko mesto Rim pokriva skoraj eno tretjino ozemlja Lacija. Zavzema ravninsko območje od rimske doline in doline Tibere do gora in dell'Aniene Lucretili Sabini ter poleg gorskih območij Tolfa in Monti Sabatini na severozahodu območje gora Tiburtini Prenestini Simbruini in vzhodno območje Colli Albani in severno vznožje gora ter visoko dolino Lepine Sacco na jugovzhodu. Zahodno mejo pokrajine predstavlja Tirensko morje, ki se razprostira na približno 130 kilometrov od obale blizu Rima od Civitavecchie do Torre Asture. Na ozemlju je več jezer, skoraj vsa vulkanskega izvora, ki so skoncentrirana na severozahodu gora in Sabatini na jugovzhodu Colli Albani.

### Metropolitanski svet
Metropolitanska mesta so dobila upravne pristojnosti, enakovredne tistim v pokrajini. To je bilo storjeno za izboljšanje delovanja lokalne uprave in zmanjšanje lokalne porabe z boljšim usklajevanjem občin pri zagotavljanju osnovnih storitev (vključno s prometom, šolskimi in socialnimi programi) ter varstvu okolja. V tem okviru politike je župan Rima določen tudi za izvajanje funkcij metropolitanskega župana, ki predseduje metropolitanskemu svetu, ki ga sestavlja 24 županov občin znotraj območja.
V metropolitanskem mestu Rim je 121 občin. Spodaj so navedene občine z največjo populacijo:
| Občina              | Štev. prebivalcev |
| ------------------- | ----------------- |
| Rim                 | 2.866.733         |
| Guidonia Montecelio | 88.238            |
| Fiumicino           | 75.378            |
| Pomezia             | 61.207            |
| Tivoli              | 56.568            |
| Anzio               | 53.760            |
| Velletri            | 52.998            |
| Civitavecchia       | 52.942            |
| Ardea               | 48.495            |
| Nettuno             | 48.346            |